# ボクシング・カンガルー

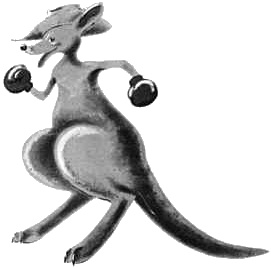
スローチハットを被ったボクシング・カンガルー

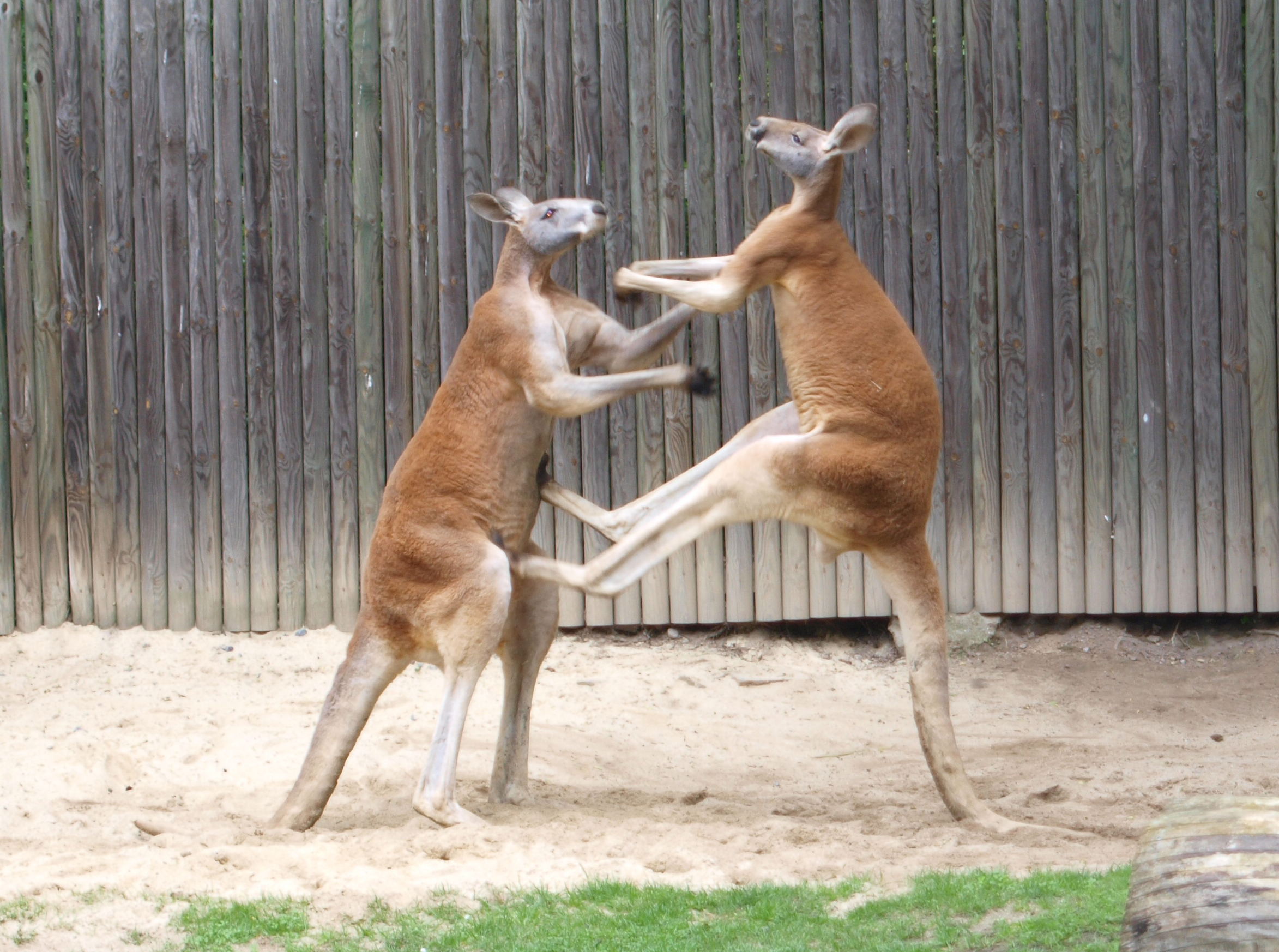
カンガルーの格闘の様子

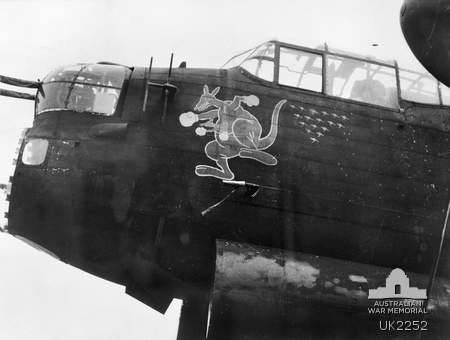
オーストラリア空軍のアブロ ランカスター爆撃機の機首に描かれたボクシング・カンガルーのノーズアート（1944年）

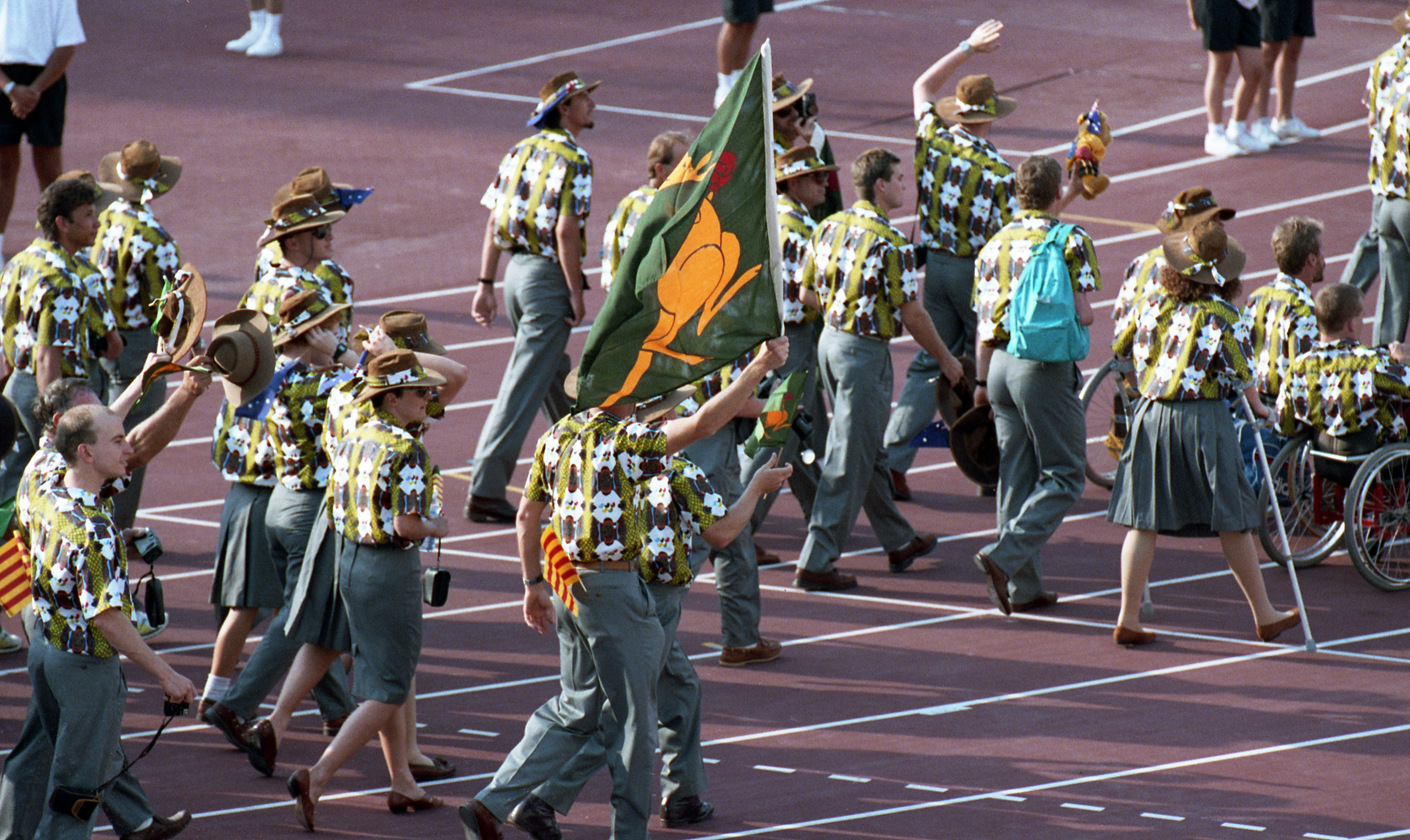
1992年バルセロナパラリンピックで、ボクシング・カンガルーの旗を掲げて行進するオーストラリア選手団

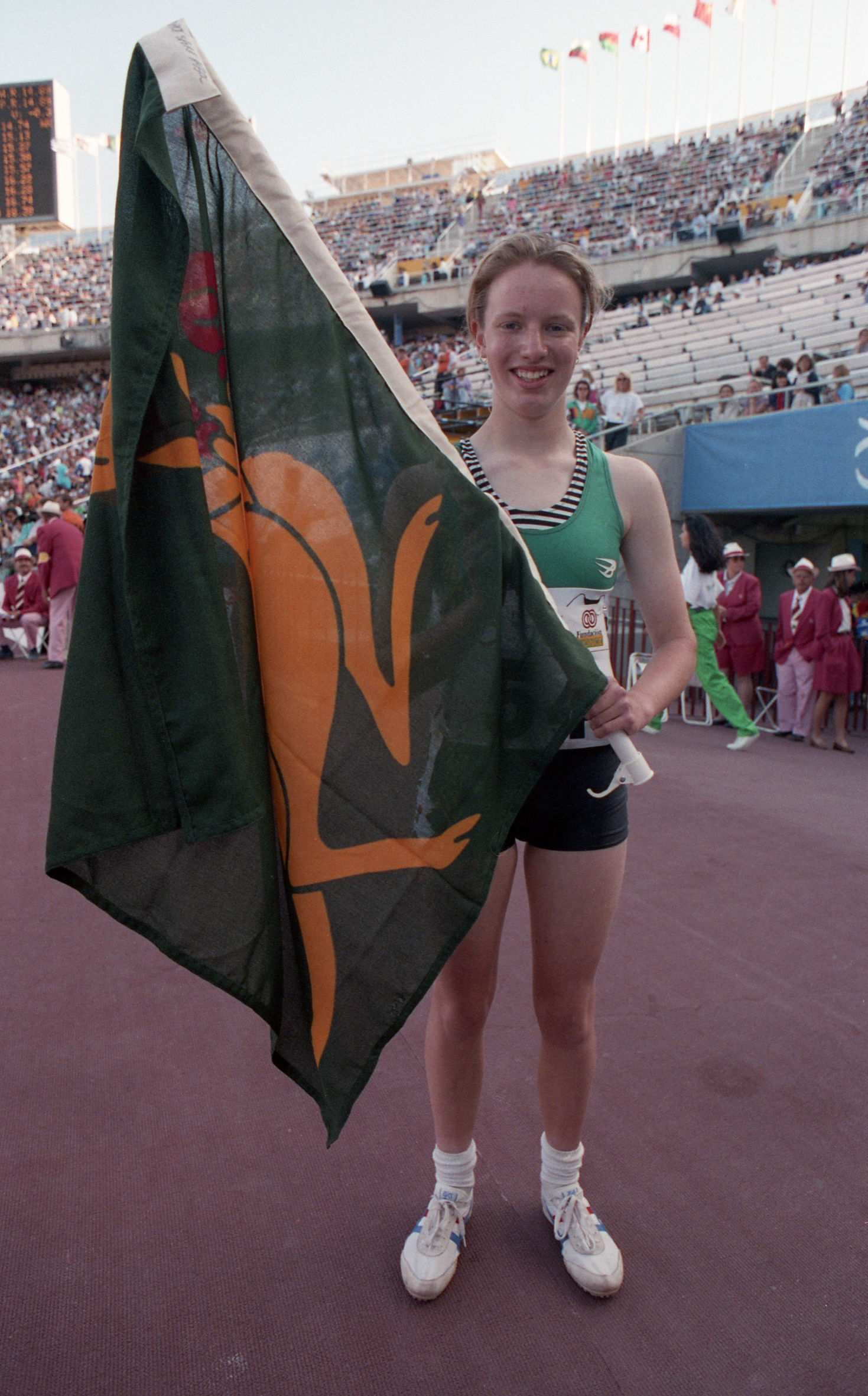
1992年バルセロナパラリンピックで金メダルを獲得したアリソン・クイン選手がボクシング・カンガルーの旗を広げるところ

ボクシング・カンガルー（ボクシングをするカンガルー、英語: boxing kangaroo）とは、オーストラリア国家を動物になぞらえた（擬人化した）キャラクターで、ボクシンググローブを前足にはめたカンガルーの姿をしている。イギリスを擬人化したジョン・ブルやフランスを擬人化したマリアンヌ同様、オーストラリアを戯画化する際に使われる。
またオーストラリア代表選手が出場するスポーツイベント、例えばクリケット、テニス、サッカーなどの国際大会や、コモンウェルスゲームズ、オリンピックなどでは、オーストラリア人観客が緑地に赤いグローブをはめた黄色いカンガルーをあしらった旗を振る姿が見られ、このボクシング・カンガルーの旗は「オーストラリアのスポーツの旗」となっている。

## 歴史
カンガルーがボクシングをするという発想は、カンガルー同士が戦ったり身を守ったりする際の振る舞いから来ている。カンガルーは前脚を使って相手をその場におさえ、長い後脚を使って相手を蹴ったり、後脚の爪で引っかいたりする。これは、人間にはカンガルー同士があたかもボクシングをしているように見える。
ボクシングをするカンガルーの絵は、少なくとも1891年には登場している。この年、シドニーの新聞に「戦うカンガルー・ジャックとレンダーマン教授」という一コマ漫画が掲載されている。この漫画のもとになったのは、19世紀後半にオーストラリア内陸のアウトバックの町々を巡回していた、カンガルーと人間がボクシングで戦うという見世物であった。1895年には、ドイツの発明家マックス・スクラダノフスキー（Max Skladanowsky）が監督したサイレント映画『カンガルーのボクシング試合』（Das Boxende Känguruh）が、1896年にはイギリスの発明家バート・エーカーズ（Birt Acres）が製作したサイレント映画『ボクシング・カンガルー』（The Boxing Kangaroo）が公開され、どちらにもカンガルー対人間のボクシングが登場している。ボクシングをするカンガルーは世界的に人気を博し、1920年の短編アニメーション映画『The Boxing Kangaroo』、1935年のディズニーの短編映画『ミッキーとカンガルー』などにも登場している。カンガルーはボクシングをする生き物、というクリシェがこうして定着した。
第二次世界大戦では、ボクシング・カンガルーはオーストラリア空軍（RAAF）の象徴となった。1941年頃、シンガポールとイギリス領マラヤに拠点を置いていたRAAF第21飛行中隊は、イギリス軍機との区別のため、機体にボクシンググローブをはめたカンガルーの姿をステンシルで赤く塗った。これが他の部隊にも広がり、オーストラリア海軍の艦船にまでボクシング・カンガルーが描かれるようになった。

### オーストラリアのスポーツの旗
ボクシング・カンガルーがオーストラリアのスポーツの象徴になったのは1983年であった。この年、国際ヨットレースのアメリカスカップで、挑戦者オーストラリアのヨット「オーストラリア II」が、優勝を132年に渡って死守してきたアメリカのヨットを破り、世界に衝撃を与えた。「オーストラリア II」は、このレースで、緑地に赤いグローブをはめた金色のカンガルーという、後に広く使われることになる旗を掲げて戦った。同艇のオーナーでパースを拠点とする大富豪のアラン・ボンドがこの旗の図像を所有しており、ボクシング・カンガルーの旗の生産に当たってライセンスを与えてきた。後にオーストラリアオリンピック委員会がこの図像を買い取り、オリンピックのオーストラリア選手団のマスコットキャラクターとして、また各地の学校でスポーツのフェアプレーを広報するキャラクターとして使われている。
2010年バンクーバーオリンピックでは、オーストラリア選手団の選手たちが、選手村のアパートのバルコニーから垂れ下げた高さ二階分のボクシング・カンガルーの旗をめぐって論争が起こった。国際オリンピック委員会（IOC）は、この旗は商標として登録されていると考え、（商標を持っているのは非営利団体のオーストラリアオリンピック委員会であるにもかかわらず）商業主義的であるとして選手たちに旗の撤去を要請した。これに対してオーストラリア国内からは選手およびボクシング・カンガルーの旗を擁護する声が上がった。ジュリア・ギラード副首相（Julia Gillard）はIOCの要請を「ばかばかしい」と一蹴して憤りをみせた。IOCのジャック・ロゲ会長とオーストラリアオリンピック委員会のジョン・コーツ会長は話し合いを行い、ボクシング・カンガルーの旗は撤去しなくて良いという結論に達した。